# Sh2-196
Sh2-196 è una nebulosa a emissione visibile nella costellazione di Cassiopea.
Si individua nella parte orientale della costellazione, circa un grado e mezzo a nordest della grande nebulosa IC 1805; il periodo più indicato per la sua osservazione nel cielo serale ricade fra i mesi di settembre e febbraio ed è notevolmente facilitata per osservatori posti nelle regioni dell'emisfero boreale terrestre, dove si presenta circumpolare fino alle regioni temperate calde.
Si tratta di una regione H II di forma a rosetta, situata alla distanza di circa 3200 parsec (10430 anni luce) in corrispondenza del Braccio di Perseo, probabilmente non molto lontano dalla grande regione W3/W4/W5. Al suo interno sono note nove sorgenti di radiazione infrarossa, catalogate dall'IRAS; fra queste spiccano IRAS 02475+6156, coincidente con un oggetto stellare giovane, e le sorgenti IRAS 02461+6147, IRAS 02497+6217 e IRAS 02445+6042, tutte coincidenti con giovanissimi ammassi aperti profondamente immersi nei gas. La prima sorgente risulta essere l'ammasso più popolato, essendo costituito da 115 stelle racchiuse in un diametro di 2,3 parsec; negli altri due oggetti sono state osservate rispettivamente 36 e 23 stelle, racchiuse in un diametro di 1,2 e 1,5 parsec. Un quarto ammasso costituito da 24 stelle è stato osservato in direzione della sorgente IRAS 02434+6018. Altre sorgenti coincidono con emissioni maser alla lunghezza d'onda di OH, H2O e CH3OH.